# Usnea dasaea
Usnea dasaea är en lavart som beskrevs av Stirt. Usnea dasaea ingår i släktet Usnea och familjen Parmeliaceae.   Inga underarter finns listade i Catalogue of Life.